# Okres Dzierżoniów
Okres Dzierżoniów (polsky powiat dzierżoniowski) je okres v polském Dolnoslezském vojvodství. Rozlohu má 478,51 km² a v roce 2023 zde žilo 94 740 obyvatel. Sídlem správy okresu je město Dzierżoniów.

## Gminy

#### Městské:
- Bielawa
- Dzierżoniów
- Piława Górna

#### Městsko-vesnická:
- Niemcza
- Pieszyce

#### Vesnické:
- Dzierżoniów
- Łagiewniki

## Města
- Bielawa
- Dzierżoniów
- Niemcza
- Pieszyce
- Piława Górna

## Sousední okresy
| Růžice kompasu | Świdnica          | Wrocław |                   | Růžice kompasu |
| Růžice kompasu |                   | Sever   | Strzelin          | Růžice kompasu |
| Růžice kompasu | Okres Dzierżoniów |         | Strzelin          | Růžice kompasu |
| Růžice kompasu | Jih               |         | Strzelin          | Růžice kompasu |
| Růžice kompasu | Valbřich          | Kladsko | Ząbkowice Śląskie | Růžice kompasu |